# Jorge Gutiérrez
Jorge Gutiérrez Espinosa (ur. 18 września 1975 w Camagüey, na Kubie) – kubański bokser, złoty medalista olimpijski z Sydney.
W 1999 roku Gutiérrez zdobył srebrny medal w wadze junior średniej, podczas mistrzostw świata w Houston. Przegrał w finale z Marianem Simionem.
W 1999 zdobył też złoty medal podczas igrzysk panamerykańskich w tej samej wadze.
W 2000 roku zdobył złoty medal w wadze średniej, podczas igrzysk olimpijskich w Sydney. Pokonał w finale Rosjanina Gajdarbieka Gajdarbiekowa, który podczas następnych igrzysk w  Atenach zdobył złoty medal.

## Starty olimpijskie
Sydney 2000
- waga średnia - złoto

## Starty na MŚ
Houston 1999
- waga junior średnia - srebro